# Bradypterus barratti
Bradypterus barratti е вид птица от семейство Locustellidae.

## Разпространение
Видът е разпространен в Лесото, Мозамбик, Южна Африка и Зимбабве.